# Scott LaFaro
Rocco Scott LaFaro (3. april 1936 i Newark, New Jersey – 6. juli 1961 i New York, USA) var en amerikansk kontrabassist.
LaFaro er nok mest kendt som Bill Evans bassist (1959-1961). Han skabte en hel ny måde at spille bas på, som influerede mange jazzbassisters måde at spille og anskue bassen på fremover. Sammen med trommeslageren Paul Motian skabte han en ny form for rytmegruppespil, hvor man forholdt sig mere frit til pulsen end tidligere rytmegrupper havde gjort det.
Han nåede i sin korte tid på seks år som udøvende også at spille med Benny Goodman, Stan Getz, Stan Kenton, Chet Baker og Ornette Coleman.
Lafaro var ved at indspille sin første plade i eget navn, da han i en alder af kun 25 år omkom ved en bilulykke i New York i 1961.

## Diskografi
- Waltz For Debby- Bill Evans
- Sunday At The Village Vanguard

## Eksterne links og kilder
- Scott LaFaro på allmsic.com (Webside ikke længere tilgængelig) (engelsk)
- Scott LaFaro på jazzdisco.com (engelsk)